# Papier-Anziehpuppe

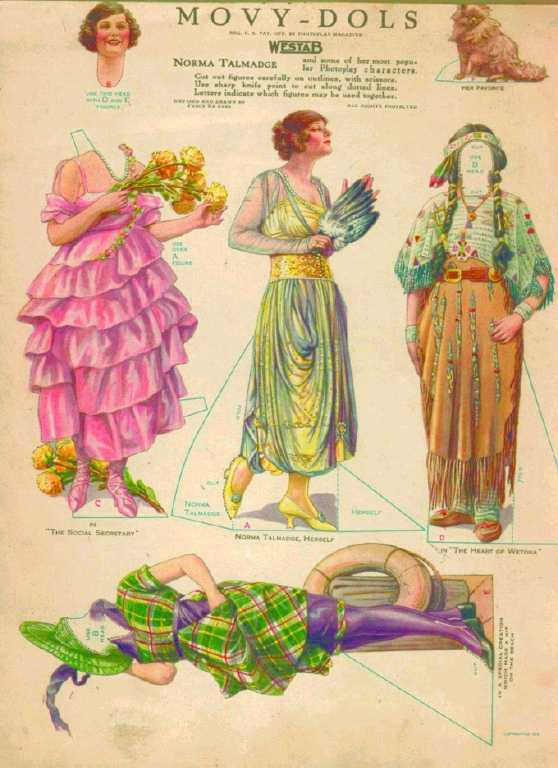
Eine Illustration von Schauspielerin Norma Talmadge als Papier-Anziehpuppe mit einigen Filmkostümen in einer Zeitschrift von 1919

Papier-Anziehpuppen (weitere gebräuchliche Bezeichnungen sind „Paper dolls“, „Ausschneidepuppen“, „Papier-Ankleidepuppen“, „Mandlbogen“ und „Papierpuppen“) sind aus Papier oder Pappe ausgeschnittene Figuren, denen man separate Papierkleider durch Auflegen oder Vorhängen „anziehen“ kann. Sie sind seit fast zweihundert Jahren ein preiswertes, beliebtes Kinderspielzeug. Mittlerweile haben einige Künstler Papier-Anziehpuppen zu einer Kunstform erklärt.

## Geschichte
Vorläufer der Anziehpuppen zum Ausschneiden sind Kupferstiche, die historische und fremdländische Kostüme oder Trachten zeigen, dann seit dem späteren 18. Jahrhundert vor allem die Modejournale mit ihren illustrierten Beilagen, wie sie mit dem Journal des Luxus und der Moden ab 1786 auch in Deutschland weit verbreitet waren. Als ältester bekannter Ausschneidebogen mit Papier-Anziehpuppen gilt ein um 1650 in Süddeutschland gedruckter Bogen mit verschiedenen Kleidungsteilen, Kopfbedeckungen, Frisuren und Accessoires für zwei Frauen im Bestand des Germanischen Nationalmuseums Nürnberg. Ein jüngerer Bogen von 1788 befindet sich im Londoner Victoria and Albert Museum.
Vermittelten diese sorgfältig gezeichneten Graphiken noch die jeweils aktuelle Mode an die interessierte Damenwelt des Besitzbürgertums, so wandte sich im 19. Jahrhundert das Angebot an Anziehpuppen bald ausschließlich Mädchen zu, es bediente auch die Sehnsüchte der Kinder nach schönen Kleidern mit schablonenkolorierten Lithographien auf billigem Papier.
Von einer isolierten Ausnahme um 1700 abgesehen, stammen die ältesten Ausschneidebogen mit Ankleidefiguren als eine Variante der Bilderbogenproduktion aus den Jahren bald nach 1830. Frühe Beispiele bieten sowohl Vorder- als auch Rückansicht, die, an den Rändern zusammengeklebt, den Papierkörpern übergestülpt werden konnten. Seit dem Ende des Jahrhunderts überwiegen die mit umgeknickten Laschen zu versehenden Kleidungsteile, die nur noch vor die Figuren gehängt wurden. Ihr thematisches Spektrum ist breit gefächert, doch mit Einschränkungen: Zwar finden sich auch Gärtnerin und Handwerker mit ihrer Berufskleidung, doch überwiegen vornehme Gesellschaftskleider und Festgarderoben. In wilhelminischer Zeit marschiert das ganze Herrscherhaus zur Einkleidung auf. Wie auch in den dreidimensionalen Puppen bis etwa 1900 noch überwiegend Erwachsene dargestellt sind, erscheinen Kinder als Sujet auch der Anziehpuppen erst im 20. Jahrhundert.
Papier-Anziehpuppen wurden jetzt für Werbung benutzt, erschienen in Magazinen und Zeitungen und betrafen eine Vielzahl von Themen und Zeitspannen. Sie wurden nach dem Zweiten Weltkrieg zu begehrten Sammlerobjekten, besonders, weil alte Exemplare wegen der begrenzten Lebensdauer von Papier mit der Zeit seltener werden. Bis heute werden noch Anziehpuppen aus Papier hergestellt oder zum Ausdrucken über das Internet verbreitet. Virtuelle (wie das Kisekae Set System) oder Online-Anziehpuppen sind auch sehr beliebt, die Benutzer können dabei auch Fotografien anziehen.